# Anthimus
Pour les articles homonymes, voir Anthime.
Anthimus ou Anthime (grec moderne : Ἄνθιμος; floruit 511-534) est un médecin d'origine byzantine à la cour du roi ostrogoth Théodoric le Grand. Envoyé en ambassadeur auprès du roi franc Thierry Ier, il rédige à sa demande un traité de diététique De Observatione Ciborum.
Outre son intérêt sur le plan linguistique (passage du latin vulgaire aux langues romanes primitives), ce texte est aussi un repère marquant dans l'histoire de l'alimentation et de la cuisine : c'est le premier ouvrage de médecine diététique de l'Occident latin médiéval.

## Biographie
Peu de choses sont connues sur la vie et la personne d'Anthimus. Médecin grec, exilé de Byzance en 478 pour des raisons politiques, il trouve refuge en 489 à la cour du roi ostrogoth Théodoric le Grand , frère  de Clotilde, l'épouse de Clovis.
Après 511, Théodoric l'envoie en ambassade à Metz, auprès de Thierry Ier, roi d'Austrasie et fils de Clovis. De nombreux médecins de cour de cette époque étaient bilingues ou trilingues, et jouaient souvent le rôle d'ambassadeurs ou d'intermédiaires entre les différents groupes religieux ou politiques.
Le jeune roi Thierry Ier lui demande de rapporter ses connaissances médicales acquises chez les Grecs, les Goths et les Francs. Anthimus rédige alors, vers 515 ou 530, un livre d'hygiène alimentaire De Observatione Ciborum sous la forme d'une épître dédiée à Thierry,.

## Œuvres
De Observatione Ciborum est un petit traité (opuscule) de diététique, dont le titre exact est Epistula Anthimi ad gloriosissimum Theodoricum regem Francorum. Organisé en 91 chapitres consacrés à 94 aliments, l'ouvrage attribue à chaque aliment des critères médicaux et de digestibilité, avec des conseils culinaires et de nombreuses recettes de cuisine,,.
Isidore de Séville le mentionne, et plusieurs fragments de ce traité diététique sont intégrés dans des manuscrits latins du Haut Moyen Âge, souvent sans citation du nom de l'auteur. Le texte complet est resté inconnu jusqu'en 1867, où un manuscrit est découvert à la bibliothèque de l'abbaye de Saint Gall, et publié en 1870,. 
Anthimus conseille la tempérance et la sobriété, il indique les principes d'une alimentation rationnelle. Sa philosophie est simple : la santé est le résultat de l'alimentation humaine. Si les aliments et les boissons sont de bonne qualité, bien préparés, et consommés sans excès de quantité, ils se digèrent facilement et donnent la santé au corps.
Par exemple pour les malades et les bien-portants, le meilleur aliment est l'œuf de poule frais légèrement bouilli (œuf à la coque) consommé avec une pincée de sel. Pour combattre la dysenterie, il propose le riz cuit dans du lait de chèvre. Curieusement, le vin n'est pas mentionné en tant que boisson, mais comme assaisonnement de quelques plats particuliers.
Traduction du passage ci-contre  : 

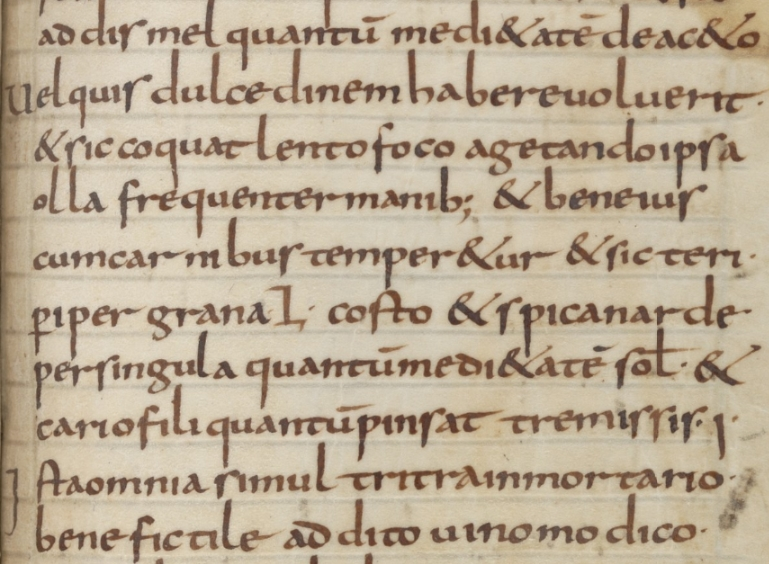
Recette de ragoût de bœuf, De Observatione Ciborum, manuscrit Codex sangalensis 762 du VIIIe siècle.

« (...) et ajouter du miel dans une quantité égale à la moitié de celle du vinaigre ou suivant la saveur sucrée que l'on veut obtenir. Faire cuire à feu doux en agitant fréquemment la marmite avec les mains pour que le jus pénètre bien la viande. Piler 50 [chiffre incertain] grains de poivre, du costum et des têtes de nard, pour chacun autant que la moitié du poids d'un ducat, et du girofle du poids d'un tremissis. Ces éléments seront pilés ensemble dans un mortier d'argile, en ajoutant un peu de vin, et quand tout sera bien mélangé, mettre dans la marmite...»
De Observatione Ciborum a d'abord intéressé les philologues, car il est rédigé en latin vulgaire, dans une forme de passage vers les langues romanes primitives. Puis il est devenu un repère notable dans l'histoire de l'alimentation et de la cuisine,. Anthimus serait alors le premier médecin diététicien de l'Occident latin médiéval.

## Notes et références

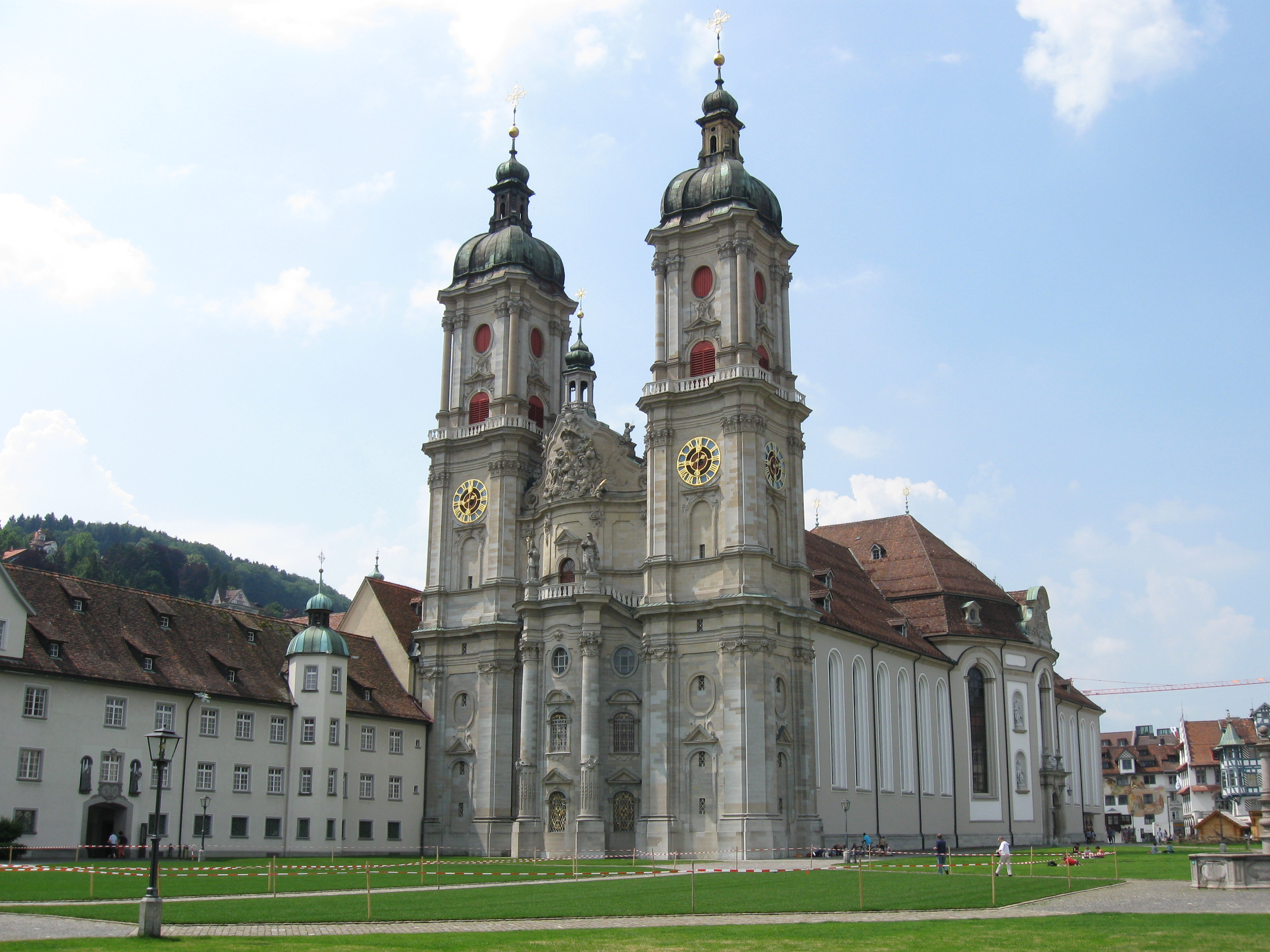
Abbatiale de Saint-Gall (Suisse), en 2012.